# 南沙羽
南 沙羽（みなみ さわ、1993年6月15日 - ）は、日本の元グラビアアイドル。大阪府出身。

## 経歴
進路選択で留学を考えていたところ、オーディションがあり、受けてみたら合格したため、芸能界入りをする。
2021年からはレースクイーンとしての活動も始める。
2022年3月7日、ヴィスカエンターテイメントを円満退所することとなったと自身のTwitterで報告した。
2022年4月現在、グラビアアイドルから卒業している。
2022年10月16日、自身のSNSにて、入籍したこと、妊娠したことを併せて報告した。

## 人物
趣味はアニメ・映画・ドラマ鑑賞、特技はディズニープリンセスのアテレコ、関西弁。
姉がいる。

## 出演

### 映画
- 桐島、部活やめるってよ (2012年8月11日、日テレアックスオン)

### 舞台
- PERSONA5 the stage（2019年12月13日 - 15日、メルパルク大阪 / 12月19日 - 29日 / 天王洲 銀河劇場）- 川上貞代 役
- PERSONA5 the stage #2（2020年10月1日 - 4日、KT Zepp Yokohama / 10月17日 - 18日、サンケイホールブリーゼ）- 川上貞代 役

### OVA
- 終末のハーレムVR（2019年3月4日） - 東堂晶のモーションアクター[9]

## 作品

### イメージDVD
- 夢を追いかけて（2019年3月22日、竹書房）
- Southern Breeze（2019年6月25日、ラインコミュニケーションズ）[10]
- 恋の鼓動（2019年10月24日、ギルド）助演：清瀬汐希
- あざとかわいいチラリ女子（2021年7月25日、エアーコントロール）